# Japan Space Systems
Pour les articles homonymes, voir JSS.
Japan Space System ou JSS est une agence de recherche spatiale japonaise dont l'objectif est de développer les technologies spatiales utilisées par les satellites commerciaux. JSS assure un rôle d'intermédiaire entre le gouvernement et les industries, la recherche et les activités privées tournées vers les applications spatiales. JSS est une agence rattachée au ministère de l'Économie, du Commerce et de l'Industrie (METI). Elle résulte de la fusion décidée en mars 2012 mais devenue effective en 2013 de trois organisations spatiales :  l'USEF (Institute for Unmanned Space Experiment Free Flyer), la JAROS (Japan Resources Observation System Organization) et l'ERSDAC (Earth Remote Sensing Data Analysis Center).

## Projets
Parmi les projets développés par l'agence ou les organisations qui l'ont précédé figurent :
- Express (1995) un satellite germano-nippon utilisé pour des expériences de microgravité récupérées sur Terre.
- Servis 1 (2001), Servis 2 (2010) et Servis 3, des satellites utilisés pour tester des composants sur étagère pour permettre leur utilisation par l'industrie spatiale
- USERS (2002), un satellite transportant des expériences de microgravité
- ASNARO (2014-), une plateforme pour mini-satellite à la fois compétitive, performante et  modulaire  utilisée pour développer un satellite d'imagerie optique (ASNARO-1 2014) et radar (ASNARO-2 2018).
- ALSET projet de système de lancement aéroporté.